# Élections régionales de 2024 en Émilie-Romagne
Les élections régionales de 2024 en Émilie-Romagne (en italien : Elezioni regionali in Emilia-Romagna) ont lieu les 17 et 18 novembre 2024, afin d'élire le président et les conseillers de la XIIe législature du conseil régional d'Émilie-Romagne pour un mandat de cinq ans.

## Contexte
Ces élections ont lieu de manière anticipée après la démission du président régional sortant, Stefano Bonaccini, qui a été élu au Parlement européen à la suite des élections européennes, qui ont lieu le 9 juin 2024.

## Système électoral

Région d'Émilie-Romagne.

L'Émilie-Romagne est une région italienne à statut simple. Le conseil et son président sont élus simultanément pour des mandats de cinq ans. Ce dernier est élu au scrutin uninominal majoritaire à un tour tandis qu'un minimum de 51 sièges de conseillers sont pourvus selon un système mixte.
Pour 40 d'entre eux, le scrutin utilisé est proportionnel plurinominal avec listes ouvertes et répartition des sièges selon la méthode du plus fort reste, avec application d'un seuil électoral de 3 %. Les électeurs ont la possibilité d'effectuer un vote préférentiel pour l'un des candidats de la liste pour laquelle ils votent, afin de faire monter sa place dans celle-ci. Le seuil électoral ne s'applique pas pour les listes liées à un candidat à la présidence ayant réuni au moins 5 % des voix. 
Les 9 sièges restants sont quant à eux pourvus au scrutin majoritaire plurinominal avec listes fermées. Chaque liste inclut son candidat à la présidence, et neuf sièges sont ainsi attribués en bloc à la liste du candidat vainqueur de la présidence et à celui-ci, donnant au scrutin une tendance majoritaire. Cependant, si la liste gagnante a déjà obtenu la majorité absolue des sièges via le système proportionnel, seuls cinq des neuf sièges du scrutin majoritaire lui revient, le reste étant attribué à la proportionnelle. En revanche, si la liste du président élu a obtenu moins de 40 % des sièges, des sièges supplémentaires lui sont attribués jusqu'à atteindre 55 % du total.
Enfin, le candidat en tête de liste arrivé à la deuxième place de l'élection pour la présidence est membre à part entière du conseil, ce qui porte le nombre minimum de ses membres à un total de 50.

### Répartition des sièges
| Provinces                 | Sièges | +/-           |  |
| Bologne                   | 13     |               |  |
| Ferrare                   | 3      | en stagnation |  |
| Forlì-Cesena              | 3      | en stagnation |  |
| Modène                    | 8      | en stagnation |  |
| Parme                     | 4      | en stagnation |  |
| Plaisance                 | 4      | en stagnation |  |
| Ravenne                   | 3      | en stagnation |  |
| Reggio d'Émilie           | 7      | en stagnation |  |
| Rimini                    | 3      | en stagnation |  |
| Candidats à la présidence | 2      | en stagnation |  |
| Total                     | 50     | en stagnation |  |

## Résultats
|                        |                         |            |            |                      |                                            |                                                           |           |         |         |               |               |       |  |  |
| Présidence             | Présidence              | Présidence | Présidence | Présidence           | Conseil                                    | Conseil                                                   | Conseil   | Conseil | Conseil | Conseil       | Conseil       | Total |  |  |
| Candidats              | Candidats               | Votes      | %          | Élus                 | Partis                                     | Partis                                                    | Votes     | %       | +/-     | Sièges        | +/-           | Total |  |  |
|                        | Michele De Pascale (PD) | 922 150    | 56,77      | 1                    |                                            | Parti démocrate (PD)                                      | 641 704   | 42,94   | 8,25    | 27            | 5             |       |  |  |
|                        | Michele De Pascale (PD) | 922 150    | 56,77      | 1                    | Alliance verts et gauche (AVS) (av. Pos)   | 79 236                                                    | 5,30      | 0,42    | 3       | en stagnation |               |       |  |  |
|                        | Michele De Pascale (PD) | 922 150    | 56,77      | 1                    | Liste De Pascale (IV-Volt)                 | 57 400                                                    | 3,84      | 3,41    | 2       | 2             |               |       |  |  |
|                        | Michele De Pascale (PD) | 922 150    | 56,77      | 1                    | Mouvement 5 étoiles (M5S)                  | 53 075                                                    | 3,55      | 1,19    | 1       | 1             |               |       |  |  |
|                        | Michele De Pascale (PD) | 922 150    | 56,77      | 1                    | Émilie-Romagne du futur (Az-+E-PSI-PRI-RI) | 25 729                                                    | 1,72      | 0,19    | —       | en stagnation |               |       |  |  |
| Total Centre-gauche    | Total Centre-gauche     | 922 150    | 56,77      | 1                    | 857 144                                    | 57,36                                                     | 9,24      | 33      | 5       | 34            |               |       |  |  |
|                        | Elena Ugolini (Ind.)    | 650 935    | 40,07      | 1                    |                                            | Frères d'Italie (FdI)                                     | 354 833   | 23,74   | 15,15   | 11            | 8             |       |  |  |
|                        | Elena Ugolini (Ind.)    | 650 935    | 40,07      | 1                    | Forza Italia (FI) (av. NM)                 | 83 998                                                    | 5,62      | 3,06    | 2       | 1             |               |       |  |  |
|                        | Elena Ugolini (Ind.)    | 650 935    | 40,07      | 1                    | Ligue (Lega) (av. PdF)                     | 78 734                                                    | 5,27      | 26,68   | 1       | 13            |               |       |  |  |
|                        | Elena Ugolini (Ind.)    | 650 935    | 40,07      | 1                    | Liste Ugolini                              | 76 988                                                    | 5,15      | Nv.     | 1       | 1             |               |       |  |  |
| Total Centre-droit     | Total Centre-droit      | 650 935    | 40,07      | 1                    | 594 553                                    | 39,79                                                     | 5,62      | 15      | 3       | 16            |               |       |  |  |
|                        | Federico Serra          | 31 483     | 1,94       | —                    |                                            | Pour la paix, l'environnement et le travail (PaP-PCI-PRC) | 27 337    | 1,83    | 1,10    | 0             | en stagnation | 0     |  |  |
|                        | Luca Teodori            | 19 831     | 1,22       | —                    |                                            | Loyauté, Cohérence et Vérité (av. M3V)                    | 15 341    | 1,03    | Nv.     | 0             | en stagnation | 0     |  |  |
|                        |                         |            |            |                      |                                            |                                                           |           |         |         |               |               |       |  |  |
| Votes valides          | Votes valides           | 1 624 399  | 97,85      |                      | Votes valides                              | Votes valides                                             | 1 494 374 | 90,02   |         |               |               |       |  |  |
| Votes blancs et nuls   | Votes blancs et nuls    | 35 643     | 2,15       | Votes blancs et nuls | Votes blancs et nuls                       | 165 668                                                   | 9,98      |         |         |               |               |       |  |  |
| Total candidats        | Total candidats         | 1 660 042  | 100        | 2                    | Total partis                               | Total partis                                              | 1 660 042 | 100     | -       | 48            | en stagnation | 50    |  |  |
| Abstentions            | Abstentions             | 1 916 386  | 53,58      |                      |                                            |                                                           |           |         |         |               |               |       |  |  |
| Inscrits/Participation | Inscrits/Participation  | 3 576 428  | 46,42      |                      |                                            |                                                           |           |         |         |               |               |       |  |  |